# ويليام هنري آيرلادند
ويليام هنري آيرلادند هو سياسي كندي، ولد في 4 أكتوبر 1884 في كندا، وتوفي بنفس المكان في 22 أبريل 1962. حزبياً، نشط في حزب أونتاريو المحافظ التقدمي. وقد انتخب عضو برلمان مقاطعة أونتاريو.